# Robin Clarke
Robin Clarke, novozelandska veslačica, * 1964.
Za Novo Zelandijo je na svetovnem prvenstvu v veslanju 1986 v Nottinghamu v dvojnem dvojcu s soveslačico Stephanie Foster osvojila bronasto medaljo. Na igrah Commonwealtha 1986 je s Stephanie Foster osvojila še zlato medaljo v dvojnem dvojcu.